# 비려
비려(碑麗) 또는 패려(稗麗)는 거란의 한 갈래라고 여겨지는 염수(鹽水, 시라무렌 강) 유역의 유목민 집단이다.
395년, 고구려의 광개토대왕이 직접 군사를 거느리고 이를 정벌하여 3개의 부락(部洛)과 6~700개의 영(營)을 무찔렀으며 헤아릴 수 없이 많은 소 · 말 · 양 등의 가축을 노획하였다. 